# موفق الدين البحراني
أبو عبد الله محمد بن يوسف بن محمد بن قائد البحراني الأربيلي (??? - 3 ربيع الآخر 585 هـ/20 مايو 1189) هو لغوي وأديب وناقد وشاعر وفيلسوف عاش في القرن السادس الهجري.

## سيرته
ولِدَ محمد بن يوسف بن محمد في مدينة إربل شمالي العراق أو في البحرين، في أسرة رجلٍ من أصول عراقيَّة، كان يعمل في تجارة اللؤلؤ، يستورده من البحرين ويبيعه في العراق. كانت نشأة محمد في البحرين، وفيها تلقَّى تعليمه الأولي، وبدأ نظم الشعرة هناك. ثمَّ رحل إلى بلاد فارس، واستقرَّ مدةً في مدينة شهرزور، قبل أن يغادر إلى دمشق، ويمدح فيها صلاح الدين الأيوبي، ثمَّ يقيم في نهايه المطاف في مدينة إربل حتى وفاته. تعمَّق موفق الدين في دراسة علوم اللغة العربيَّة، ودرس العروض والقافية ونقد الشعر، وكان مطلعاً على علوم الفلسفة والموسيقى، وشرح كتاب إقليدس في الهندسة الرياضيَّة. تُوفِّي موفق الدين محمد البحراني الإربلي في شهر ربيع الآخر من سنة 585 هـ في مدينة إربل.

## مؤلفاته
تُنسَب إليه المؤلفات التالية:
- «ديوان شعر».
- «مجموعة رسائل».
- «مختصر العمدة لابن رشيق».
- «مختصر المفصليات» (لم يكمله).
- «شرح الأصول لإقليدس».